# Trioza apicalis
Espèce
Trioza apicalis (Dyspersa apicalis) (le psylle de la carotte) est une espèce d'insectes hémiptères de la famille des Triozidae.
Cet insecte ravageur parasite les plants de carotte cultivée, provoquant une déformation du feuillage et l'arrêt de la croissance, surtout problématique pour les jeunes plants de 4-5 feuilles qui sont plus sensibles.
Son hôte principal sont des conifères, principalement l'épicéa, sur lesquels il hivernera. 